# Třinec
Třinec (Duits: Trzynietz en Pools en Ponašymu: Trzyniec) is een Silezische statutaire stad in de Tsjechische regio Moravië-Silezië, en maakt deel uit van het district Frýdek Místek. Třinec telt 34.306 inwoners (2023).

## Geschiedenis
- 1461 – De eerste schriftelijke vermelding van Třinec.
- 1930 – Třinec krijgt de status van stad.[1]
- 2018 – De stad Třinec krijgt de status van statutaire stad.

## Geboren in Třinec
- Václav Svěrkoš (1983), voetballer voor FC Baník Ostrava en tevens international
- Tomáš Klus (1986), zanger
- Albert Černý (1989), zanger en gitarist
- Ewa Farna (1993), Poolse zangeres
- Adam Gawlas (2002), dartsspeler

## Sport
De meest succesvolle sportclub in de stad is de ijshockeyclub HC Oceláři Třinec met vijf landskampioenschappen in de Extraliga. De voetbalclub FK Třinec speelt in het Stadion Rudolfa Labaje en kwam zes seizoenen uit op het hoogste niveau in Tsjecho-Slowakije. 
Baška ·
Bílá ·
Bocanovice ·
Brušperk ·
Bruzovice ·
Bukovec ·
Bystřice ·
Čeladná ·
Dobrá ·
Dobratice ·
Dolní Domaslavice ·
Dolní Lomná ·
Dolní Tošanovice ·
Fryčovice ·
Frýdek-Místek ·
Frýdlant nad Ostravicí ·
Hnojník ·
Horní Domaslavice ·
Horní Lomná ·
Horní Tošanovice ·
Hrádek ·
Hrčava ·
Hukvaldy ·
Jablunkov ·
Janovice ·
Kaňovice ·
Komorní Lhotka ·
Košařiska ·
Kozlovice ·
Krásná ·
Krmelín ·
Kunčice pod Ondřejníkem ·
Lhotka ·
Lučina ·
Malenovice ·
Metylovice ·
Milíkov ·
Morávka ·
Mosty u Jablunkova ·
Návsí ·
Nižní Lhoty ·
Nošovice ·
Nýdek ·
Ostravice ·
Palkovice ·
Paskov ·
Pazderna ·
Písečná ·
Písek ·
Pražmo ·
Pržno ·
Pstruží ·
Raškovice ·
Ropice ·
Řeka ·
Řepiště ·
Sedliště ·
Smilovice ·
Soběšovice ·
Staré Hamry ·
Staré Město ·
Staříč ·
Střítež ·
Sviadnov ·
Třanovice ·
Třinec ·
Vělopolí ·
Vendryně ·
Vojkovice ·
Vyšní Lhoty ·
Žabeň ·
Žermanice